# Muna Moto
Muna Moto é um filme dos Camarões  de 1975 dirigido por Jean Pierre Dikongue-Pipa.

## Sinopse
Um Romeu e Julieta africano: Ngando e Ndomé amam-se; Ngando quer casar com Ndomé, mas a família dela insiste que o dote tem de ser pago. Infelizmente, Ngando é pobre e não tem maneira de cumprir a tradição. Ndomé está grávida e dá à luz uma menina, filha de Ngando. Segundo a tradição da aldeia, Ndomé tem de casar com um homem que possa pagar o dote. Os camponeses escolhem o tio de Ngando, que já tem três mulheres estéreis. Em desespero, o jovem rapta a filha no dia da festa da aldeia. 
Faz parte da colecção Les Étalons de Yennega 1972-2005 lançada pelo FESPACO  e pela Cinémathèque Afrique .

## Ficha artística
- Philippe Abia
- Arlette Din Beli
- Gisèle Dikongue-Pipa
- David Endene

## Festivais
- Kampala International Film Festival, Uganda (2011)
- 15.º NYAFF - New York African Film Festival (2008)
- Selecção Oficial Festival de Veneza (1975)
- Mostra Internacional de São Paulo

## Prémios
- Primeiro Prémio do FESPACO - Festival Panafricano de Ouagadougou, Burkina Faso - e Primeiro Prémio da Organização Internacional Católica do Cinema (1976)
- Primeiro Prémio do Festival Internacional Francófono de Genevra, Suíça (1975)
- Tanit de Prata nas Jornadas Cinematográficas do Cartago, Tunísia (1976)
- Prémio George Sadoul, França (1975)